# Carlos Mariño
Carlos Alberto Mariño Cifuentes (n. Cali, Valle del Cauca, 12 de octubre de 1977) es un actor colombiano.

## Biografía
Su debut fue en la serie sobre René Higuita. Más tarde actuó la película llamada La toma de la embajada interpretando el papel de Tupa, después en un cortometraje llamado Closure Problem donde era protagonista y hacía como el Matemático. En 2010 trabajó en la telenovela Amor sincero haciendo de Robert el esposo de Mercedes, padre de Caliche y Omaira. Ese mismo año también actuó en la serie de televisión Karabudjan donde hacía de Policía 3.
Tiempo después actuó en la telenovela El laberinto como César León en 2012. Ese mismo año, actuó como alias «Popeye» («El Marino») en la serie Escobar, el patrón del mal y en la serie La Traicionera como el Padre Marcelo. Dos años después trabajó en la telenovela El laberinto de Alicia de 2014 como Gregorio de la Fuente y más tarde hizo de Albeiro el esposo de Brigitte y el padre de Yurani en la telenovela Lady, la vendedora de rosas del año 2015. En 2019 actuó como Carlos Lehder en la serie El general Naranjo.

## Filmografía

### Televisión
| Año       | Título                        | Personaje                     | Canal              | País                      |
| --------- | ----------------------------- | ----------------------------- | ------------------ | ------------------------- |
| 2025      | Delirio                       | Pedro                         | Netflix            |                           |
| 2025      | La venganza de Analía 2       | Javier Melgarejo              | Caracol Televisión |                           |
| 2022      | Goles en contra               | Dario Escobar                 | Netflix            | Bandera de Colombia       |
| 2022      | Noticia de un secuestro       | Simón Aguzzi                  | Prime Vídeo        | Bandera de Colombia       |
| 2021      | Mil colmillos                 | Matías                        | HBO Max            | Bandera de Colombia       |
| 2020      | El robo del siglo             | Fiscal Jean Carlos Paredes    | Netflix            | Bandera de Colombia       |
| 2020      | Operación Pacífico            | Dr. Cortés                    | Telemundo          | Bandera de Estados Unidos |
| 2020      | Perdida                       | El Mexicano                   | Antena 3           | Bandera de España         |
| 2020-2021 | Pa´quererte                   | Julián                        | Canal RCN          | Bandera de Colombia       |
| 2019      | Distrito salvaje              | Pedro                         | Netflix            | Bandera de Colombia       |
| 2019      | El final del paraíso          | Pararrayos                    | Telemundo          | Bandera de Estados Unidos |
| 2019      | El general Naranjo            | Carlos Lehder                 | Fox Premium        | Bandera de Colombia       |
| 2018-2019 | Maria Magdalena               | Sejano                        | Azteca 7           | Bandera de México         |
| 2017      | No olvidaras mi nombre        | Ernesto Garza                 | Canal RCN          | Bandera de Colombia       |
| 2016      | Narcos                        | José Rojas                    | Netflix            | Bandera de Estados Unidos |
| 2016      | Todo es prestado              | Alberto                       | Canal RCN          | Bandera de Colombia       |
| 2016      | La ley del corazón            | Rodrigo Montoya               | Canal RCN          | Bandera de Colombia       |
| 2015      | Lady, la vendedora de rosas   | Albeiro                       | Canal RCN          | Bandera de Colombia       |
| 2015      | Tiro de gracia                |                               | Caracol Televisión | Bandera de Colombia       |
| 2014      | El laberinto de Alicia        | Gregorio de la Fuente         | Canal RCN          | Bandera de Colombia       |
| 2012      | El laberinto                  | César León                    | Caracol Televisión | Bandera de Colombia       |
| 2012      | Escobar, el patrón del mal    | Yeison Taborda «El Marino»    | Caracol Televisión | Bandera de Colombia       |
| 2011      | El Joe, la leyenda            | Enrique Carrillo              | Canal RCN          | Bandera de Colombia       |
| 2011      | La Traicionera                | Padre Miguel Marcelo Cuartas  | Canal RCN          | Bandera de Colombia       |
| 2010      | Karabudjan                    | Policía 3                     | Antena 3           | Bandera de España         |
| 2010      | Amor sincero                  | José Roberto "Robert" Giraldo | Canal RCN          | Bandera de Colombia       |
| 2009      | Los protegidos                |                               | Canal RCN          | Bandera de Colombia       |
| 2008      | La pasión según nuestros días |                               | Caracol Televisión | Bandera de Colombia       |
| 2007      | Tiempo final                  |                               | Fox Channel        | Bandera de Colombia       |
| 2006      | Así es la vida                |                               | Canal RCN          | Bandera de Colombia       |
| 2001      | Amor sin remedio              |                               | Canal RCN          | Bandera de Colombia       |
| 2001      | Juan Joyita                   |                               | Canal RCN          | Bandera de Colombia       |
| 2001      | Isabel me la veló             |                               | Canal RCN          | Bandera de Colombia       |
| 2001      | La jaula                      |                               | Caracol Televisión | Bandera de Colombia       |
| 2000      | Francisco el Matemático       |                               | Canal RCN          | Bandera de Colombia       |
| 2000      | Padres e hijos                |                               | Caracol Televisión | Bandera de Colombia       |

## Cine
| Año  | Título                 | Personaje  |
| ---- | ---------------------- | ---------- |
| 2017 | Siete cabezas          |            |
| 2005 | Closure Problem        | Matemático |
| 2000 | La toma de la embajada | Tupa       |